# 아카사카촌 (히로시마현)
아카사카촌(일본어: 赤坂村)은 일본 히로시마현 누마쿠마군에 있던 촌이다. 현재의 후쿠야마시 아카사카정에 해당한다.